# Односи Србије и Мађарске
Односи Србије и Мађарске су инострани односи Републике Србије и Мађарске.
Дипломатски односи су успостављени 1882. године. Србија има амбасаду у Будимпешти и почасни конзулат у Сегедину, а Мађарска има амбасаду у Београду и конзулат у Суботици. Деле заједничку државну границу у дужини од 151 km.

## Историја односа
Контакти започињу досељавањем мађарских племена у Панонију око 10. века. У прво време, то је био период наизменичних сукоба и сарадње. Борили су се међусобно за превласт на Балкану, али и заједнички ратовале против Византије, Бугарске, Млетака и Турака. Српска принцеза Јелена Вукановић, ћерка Уроша I Вукановића, била је супругом мађарског краља Беле II, док је жена краља Драгутина била мађарска принцеза, краљица Каталина. Постојало је и још много других брачних веза на нижем нивоу племства.
У време Душанове краљевске власти, територија око манастира Жича је била поново на мети амбициозних мађарских освајача. Наиме, у лето 1335. године, угарски краљ Карло Роберт (1308–1342) продро је у северне делове српске државе, али је „био изненађен брзом противакцијом краља Душана, чији су одреди стигли до манастира Жиче”. И 1339. године, када је Карло Роберт предузео напад на Србију, подстакнут папиним обећањем да ће опростити свима „који буду пошли да се боре „cum paganis et schismaticis”, угроженост манастира Жиче је била велика, посебно због карактера папиног позива мађарским витезовима. И наследник Карла Роберта, мађарски краљ Лајош I (1342–1381), наставио је да напада северне области Немањићке државе,
Продором Турака, велики број Срба бежи у Угарску и Мађари и Срби заједничким снагама ратују против турске најезде (види Јанош Хуњади). То је период српско-мађарске сарадње и суживота (види Раци).
Односи између Срба и Мађара ће се покварити тек средином 19. века (види Мађарска револуција 1848./Српска револуција 1848—1849. и касније Аустро-угарска нагодба из 1867. и Аустроугарска окупација Босне и Херцеговине 1878).

### Први светски рат и међуратни период
Дана 3. новембра 1918. српске трупе почињу прелазак у Срем и Банат. 5. новембра дошли су мађарски парламентарци у Београд да моле за примирје, делегати: гроф Карољи и Бакон воде преговоре о закључењу мира. Од 6.−13. новембра I. армија је продужила наступање на правцима: Вршац−Темишвар и Нови Сад−Суботица. 13. новембра у 20 часова ушао је први батаљон српске војске у Суботицу, а у 23.30 часова потписана је конвенција о примирју.
Након Првог светског рата, Тријанонским споразумом Србија је остварила значајно територијално проширење на рачун Мађарске (види Војводина).

#### Други светски рат и Југославија
У Другом светском рату, Југославија и Мађарска су биле на супротстављеним странама.
Након сукоба у Другом светском рату, у обе земље се формира комунистички режим. Током Мађарске револуције 1956. тадашња Југославија је пружала подршку револуционарима.
Током распада Југославије, Мађарска се држала неутралном и својим потезима није распиривала даље ширење конфликата.

### Савремено доба
Министар спољних послова Мађарске, Петер Сијарто, петнаестог децембра 2022. је рекао да ће Мађарска бити против покушаја аплицирања за чланство у ЕУ албанских власти на Косову и Метохији и да ће подржати став Србије.
Бугарска је крајем 2023. најавила да ће Србији и Мађарској увести порез на транзит природног гаса из Русије. Октобра 2023. Србија и Мађарска су том приликом заједнички саопштиле да неће оставити „непријатељску бугарску одлуку без одговарајућег одговора”. Бугарска је повукла своју одлуку децембра 2023.

## Билатерални односи
Мађарска је 29. по реду држава која је признала независност Косова, а то је учинила 19. марта 2008, заједно са Хрватском и Бугарском.
Две земље повезује један од главних европских коридора - река Дунав.
Односи између двају земаља су се побољшали када је, 21. јуна 2013. године, Народна скупштина Републике Србије усвојила декларацију о осуди злочина над Мађарима 1944. и 1945. године. 26. јуна, председник Мађарске, Јанош Адер, извинио се за све ратне злочине над невиним Србима које су починили Мађари. Истог дана, председник Србије, Томислав Николић, и Јанош Адер одали су пошту жртвама српске и мађарске националности. Неки од посланика Народне скупштине Србије изразили су сумњу да је овај потез искрених намера, а да је разлог за доношење декларације био добијање политичких поена пред седницу Савета министара ЕУ на којој би се одлучило да ли ће Европска унија отворити приступне преговоре са Србијом.
Мађарска је гласала за пријем самопроглашене Републике Косово у УНЕСКО приликом гласања 2015.

### Посете
- Позитиван тренд развоја билатералних односа успешно је крунисан одржаним заједничким седницама две владе:
  - у Нишу 20. и 21. новембра 2016.[10]
  - у Будимпешти 2015.
  - у Београду 1. јула 2014.
- децембра 2014. ПВ Мађарске Виктор Орбан је посетио Београд приликом самита Кине и земаља централне и источне Европе.
- Председник Мађарске Јанош Адер је дошао у званичну посету Србији јуна 2013.
- Председник Р.Србије Томислав Николић боравио је у званичној посети Мађарској 12 -13. новембра 2012.

### Економски односи
- У 2020. извоз у Мађарску је износио 922 милиона долара, док је увоз био 1,3 милијарде УСД.
- У 2019. г. извоз из Р. Србије у Мађарску износио је 830 милиона УСД, док је увоз био 1,14 милијари долара.
- У 2018. извоз у Мађарску износио је 778 милиона долара, док је увоз био 1,24 милијарде УСД.
- У 2012. г. извоз из наше земље у Мађарску био је 316 милиона, док је увоз износио 933 милиона долара.
- У 2007. извоз у Мађарску вредео је 249 милиона, док је увоз био 721 милион УСД.[11][12]

Најважнији аспект сарадње Р. Србије и Мађарске је у пољу инфраструктуре, тачније у пројекту реконструкције железничке пруге Будимпешта-Београд из кинеског фонда за ЦИЕЗ.

### Мањине
Бивши мађарски председник, Ласло Шојом је, 13. марта 2010, изјавио да су права мањина у Србији „за пример“ другима и да је задовољан тиме што у Србији не постоје закони који би спречавали Мађаре да користе свој језик и да уче децу њиме у школама.
У Мађарској живи око 10.000 Срба, а у Србији живи око 250.000 Мађара.

## Дипломатски представници

#### У Београду
- Атила Пинтер, амбасадор, 2014. - 2022.
- Оскар Никовиц, амбасадор, 2010. - 2014.
- Имре Варга, амбасадор, 2009. - 2010.
- Шандор Пап, амбасадор, 2005. - 2009.
- Јожеф Пандур, амбасадор, 2001. - 2005.
- Јанош Тот, амбасадор, 1996. - 2000.
- Иштван Еси, амбасадор, 1990. -
- Шандор Ђорке, амбасадор, 1885. -
- Пал Шимон, амбасадор, 1981. - 1985.
- Јожеф Халас, амбасадор, 1975. -
- Елек Тот, амбасадор, 1970. -
- Јожеф Марјаи, амбасадор, 1966. - 1970.
- Ђерђ Загор, амбасадор, 1963. -
- Лајош Чеби, амбасадор, 1957. - 1961.
- Ференц Минич, амбасадор, 1956.
- Шандор Куримски, амбасадор, 1953. -
- Шандор Керестеш, амбасадор, 1949.
- Бела Санто, амбасадор, 1947. - 1949.
- Бакач Бешењеи, посланик, 1938. - 1941.
- витез Алдемар де Алт, посланик, 1929. - 1938.
- Андраш Хори, посланик, 1923. - 1927.
- Ференц Колоса, посланик, 1921. -
- Руди Водианер, посланик, 1919. -

#### У Будимпешти
- Александра Ђуровић, амбасадор 2024. -[15]
- Иван Тодоров, амбасадор, 2018. -
- Раде Дробац, амбасадор, 2013. - 2018.
- Лепша Штулић, отправник послова, 2012. - 2013.
- Дејан Шаховић, амбасадор, 2008. - 2012.
- Барбара Авдаловић, отпр. послова
- Предраг Чудић, амбасадор, 2005. -
- Дејан Јанча, амбасадор, 2001. - 2005.
- Балша Шпадијер, амбасадор, 1996. - 2000.
- Руди Сова, амбасадор, 1988. -
- Милован Зидар, амбасадор, 1983. - 1987.
- Милан Вереш, амбасадор, 1979. - 1983.
- Витомир Гашпаровић, амбасадор, 1975. - 1979.
- Жига Водушек, амбасадор, 1971. - 1975.
- Геза Тиквицки, амбасадор, 1967. - 1971.
- Душан Чалић, амбасадор, 1964. - 1967.
- Мирко Тепавац, амбасадор, 1960. - 1963.
- Јово Капичић, амбасадор, 1957. - 1960.
- Далибор Солдатић (старији), посланик, 1953. - 1956.
- Ђуро Јовановић, посланик, 1949. - 1953.
- Карло Мразовић, амбасадор, 1947. - 1948.
- Лазар Бранков, отпр. послова, 1945. -
- Светозар Рашић, посланик, 1938. -
- Александар Вукчевић, посланик, 1934. - 1938.
- Јован Дучић, посланик, 1932. - 1933.
- Јосип Бернот, отпр. послова, 1931. - 1932.
- Радомир М. Луковић, посланик, 1928. - 1931.
- Тихомир Поповић, посланик, 1924. - 1926.
- Милан Ђ. Милојевић, посланик, 1922. - 1923.
- Петар Стајић, генерални конзул у Будимпешти (Аустроугарска), 1882. -

## Поређење
|                     | Мађарска                                                                      | Србија                                                                                               |
| ------------------- | ----------------------------------------------------------------------------- | --- |
| Становништво        | 9.603.634                                                                     | 9.024.734                                                                                            |
| Површина            | 93.030 2                                                                      | 88.499 2                                                                                             |
| Густина насељености | 105 ст/ 2                                                                     | 102 ст/ 2                                                                                            |
| Главни град         | Будимпешта — 1.685.342 (2.999.794 шире подручје)                              | Београд — 1.197.714 (1.681.405 шире подручје)                                                        |
| Облик владавине     | Парламентарна република                                                       | Парламентарна република                                                                              |
| Званични језик      | Мађарски                                                                      | Српски                                                                                               |
| Вероисповест        | 51,9% Католицизам, 18,9% Протестантизам , 3,6% остали хришћани, 25,63% остали | 84,1% Православље, 6,24% Католицизам, 4,82% Ислам, 1,44% Протестантизам, 3,4% атеисти                |
| Етничка структура   | 92,3% Мађари, 1,9% Роми, 5,8% остали                                          | 82,86% Срби, 3,91% Мађари, 1,82% Бошњаци, 1,44% Роми, 1,08% Југословени, 0,89% Словаци, 9,79% остали |
| БДП (ПКМ)           | 45.691 $ по глави становника                                                  | 26.074 $ по глави становника                                                                         |